# ViaMichelin
ViaMichelin ist eine 100-prozentige Tochter der Michelin-Gruppe und entwirft, entwickelt und vermarktet digitale Produkte und Dienstleistungen rund um das Reisen in Europa. Angeboten werden Kartenmaterial, Routen, Informationen zu Hotels, Restaurants und Verkehr. Der Unternehmenssitz befindet sich in Boulogne-Billancourt in der Nähe von Paris in Frankreich, die deutsche Tochter hat ihren rechtlichen Sitz in Frankfurt am Main in Hessen. Der operative Sitz befindet sich allerdings in Griesheim.

## Angebote
ViaMichelin bietet nach eigener Aussage eine Abdeckung von sieben Millionen Straßenkilometern in mehr als 42 europäischen Ländern. Die Seite zeigt innerörtliche Strecken an, die sich für Fußgänger und Radfahrer besonders eignen. ViaMichelin gewann in Ausgabe 10 der Zeitschrift PCgo einen Award als Testsieger im Bereich Online-Routenplaner.
Seit September 2005 gibt es Informationen zum aktuellen Verkehrsaufkommen in Echtzeit als RDS-TMC-Dienst für Frankreich.
Die Firma bietet für Unternehmen kartographische Online-Dienste und Services für die Geolokalisierung an.